# کارستن کرون
کارستن کرون (هلندی: Karsten Kroon؛ زادهٔ ۲۹ ژانویهٔ ۱۹۷۶) دوچرخه‌سوار اهل هلند است.
از باشگاه‌هایی که در آن رکاب زده‌است می‌توان به تیم دوچرخه‌سواری رابوبانک دولوپمنت، تیم لوتوان‌ال–یومبو، تیم تینکوف، تیم بی‌ام‌سی، و تیم تینکوف اشاره کرد.